# Gustaf Mauritz Armfelt
Gustaf Mauritz Armfelt (Tarvasjoki, 31 marzo 1757 – Carskoe Selo, 19 agosto 1814) è stato un generale, diplomatico e politico svedese al servizio dell'impero russo.

## Biografia
Nato a Tarvasjoki, (Finlandia), era figlio del prefetto e generale maggiore dell'esercito svedese Barone Wilhelm Magnus Armfelt, esponente dell'alta aristocrazia finlandese. Dopo gli studi primari, nel 1770, a 13 anni, frequentò l'Accademia reale di Åbo (Turku) compiendovi gli studi fino al 1771. Intraprese quindi la carriera militare; fu cadetto alla scuola di Karlskrona fino al 1773 dalla quale, a 16 anni, uscì ufficiale. Grazie all'aiuto del suo precettore Jacob Magnus Sprengtporten ottenne la carica di secondo luogotenente a Stoccolma. Ebbe così l'occasione di entrare a far parte dell'alta società svedese. Avanzò rapidamente nei ranghi fino a giungere, a 20 anni, al servizio del re come sottotenente della guardia reale, ma il suo carattere estroso e la partecipazione ad un duello vietato dalle autorità lo fecero cadere in disgrazia presso il re Gustavo III di Svezia. Nel 1778, a 21 anni, lasciò la Svezia e, assieme al suo amico Goran Magnus Sprengtporten, viaggiò attraverso l'Europa assumendo incarichi militari sotto vari eserciti stranieri. Soggiornò a San Pietroburgo, Varsavia e Berlino dove ebbe un ingaggio nell'esercito prussiano; proseguì per Strasburgo e Parigi. Qui familiarizzò con le teorie di governo di Voltaire e dei ribelli nordamericani appoggiati dalla Francia. Avrebbe voluto unirsi ai coloni americani nella lotta contro gli inglesi, ma la sua richiesta fu respinta. Nel 1780 incontrò il Re Gustavo III a Spa, in Belgio, e riuscì a riottenerne il favore. Fu nominato cavaliere a corte dove con piacere frequentava e organizzava feste nella sua funzione di "maitre des plaisirs". Collaborò con lo scrittore satirico Karl Israele Hallman (1732-1800) alla stesura di testi teatrali fra cui un vaudeville di successo intitolato "L'occasione fa il ladro" (1783) che fu il primo del genere in Svezia. Compose anche una grande quantità di poesie. Nel 1783-84 fu al seguito di Gustavo III nel suo viaggio in Italia che fu occasione per lui di essere introdotto nelle più grandi corti europee. Come Gustavo III rimase influenzato dall'arte italiana, specialmente l'architettura neoclassica che il re volle introdurre in Svezia. A tale scopo il Re invitò a Stoccolma l'architetto Louis Jean Desprez. Lo stesso Armfelt commissionò al Desprez una villa che chiamò "Villa Frescati" in omaggio alla città italiana di Frascati,da lui visitata al seguito di Gustavo III, ma non poté però mai abitarla per le vicissitudini occorse dopo la morte del re. Nel 1785, a 28 anni, sposò la contessa Hedvig Ulrika De La Gardie, esponente della più alta aristocrazia svedese, dalla quale ebbe otto figli: Maria Magdalena Catharina Augusta (1786), Gustaf Fredrik (1788), Carl (1788), Magnus (1789?), Gustav Magnus (1792), Alexander (1794), Constantin (1796), Carl Magnus Wilhelm (1797). Altri tre figli ebbe fuori dal matrimonio: dall'attrice parigina L'Eclair, Mauritz Clairfelt (1780), dalla principessa Wilhelmine di Sagan, Gustava Wilhelmina Charlotta (1798) e Adelaide Gustava Aspasie (1801).
Fece una rapida carriera militare raggiungendo nel 1787 il grado di colonnello e assumendo il comando del reggimento di fanteria Uusimaa. Dal 1786 al 1792 ebbe la carica di direttore dei teatri reali e divenne uno dei diciotto componenti dell'Accademia di Svezia fondata nel 1786 da Gustavo III e, per sua intercessione, ottenne dal re di Danimarca l'onorificenza dell'Ordine dell'Elefante.
Nel 1788, all'età di 31 anni, Armfelt partecipa alla guerra contro la Russia voluta da Gustavo III per procurarsi vantaggi politici in campo nazionale ed estero; ottiene successi militari sul fronte finlandese rimanendo gravemente ferito. Per la sua fedeltà al re non prese parte alla "insurrezione di Anjala" organizzata da un gruppo di ufficiali svedesi che volevano cessare la guerra ritenendola contraria alla costituzione svedese. L'insurrezione fu un insuccesso e gli insorti furono condannati a morte, ma solo uno di essi fu giustiziato. La guerra terminò nel 1790 con una grande vittoria navale svedese. Gustavo III dette ad Armfelt l'incarico di condurre le trattative di pace e il 14 agosto 1790, ancora convalescente per la ferita riportata in guerra, Armfelt si incontra a Varala con la controparte russa rappresentata da Josif Igelstrom. Il "Trattato di Varala" lasciava invariate le frontiere, stabiliva la liberazione dei prigionieri di guerra senza pagamento di alcun riscatto e dava alla Svezia il diritto di importare grano dalla Russia senza pagamento di tasse. I meriti di guerra ed il successo nelle trattative di pace valsero ad Armfelt prestigiose onorificenze e il grado di generale; divenne consigliere del re per affari pubblici e privati. Fu nominato cancelliere dell'Accademia reale di Turku dove lui stesso era stato allievo, carica che ricoprì dal 1791 al 1792.

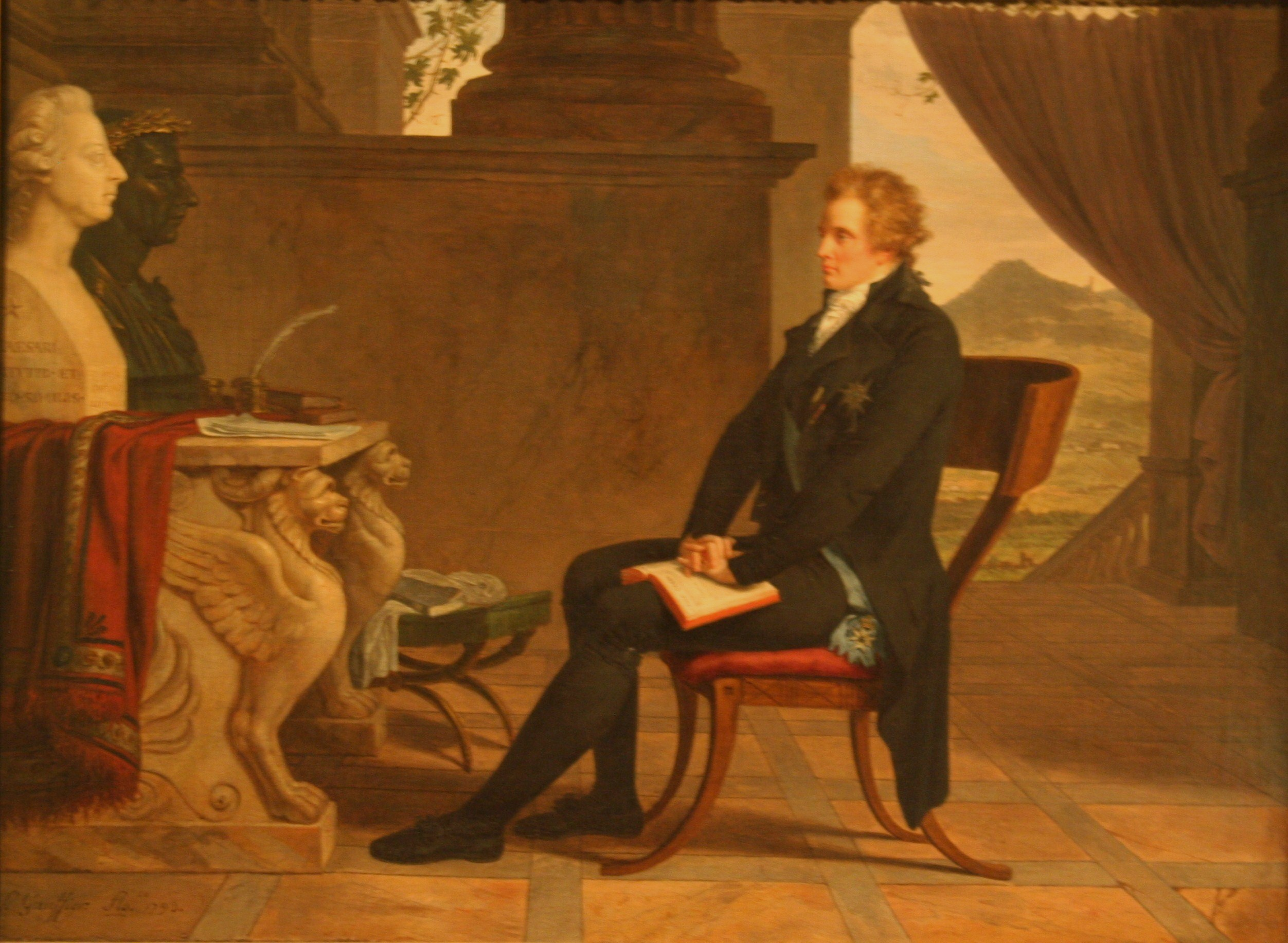
Gustaf Mauritz Armfelt. Il ritratto fu dipinto da Louis Gauffier a Firenze nel 1793.

La politica accentratrice di poteri di Gustavo III era fonte di scontento tra la nobiltà svedese che vedendo lese le sue prerogative cominciò a prendere le distanze dal re. Il 13 febbraio 1792 Gustavo III cade vittima di un attentato durante un ballo in maschera morendo 13 giorni dopo. Prima di morire dispose nel suo testamento che Armfelt, che non gli aveva mai fatto venir meno la sua fedeltà, facesse parte del consiglio provvisorio di reggenza e assumesse la carica di Governatore generale di Stoccolma. Gli affidò anche la cura del figlio quattordicenne Gustavo Adolfo. Alla morte di Gustavo III, data la minore età dell'erede al trono, assunse la reggenza il fratello di Gustavo III Carlo di Södermanland.
Presto Armfelt si rese conto di non essere gradito a corte e si propose perciò di andare ad Aquisgrana per curarsi. Si adoperò per ottenere la carica di Governatore della Pomerania ma, a causa della sua fedeltà a Gustavo III, si era fatto molti nemici fra la nobiltà antigustaviana che fece pressioni su Carlo perché Armfelt fosse allontanato dai posti di potere; fu perciò nominato ambasciatore a Napoli. Il 1º settembre 1792 Armfelt partì per Napoli e assunse le sue funzioni presso la corte di Ferdinando IV.
Contrariato dalla situazione politica in Svezia e considerandosi ingiustamente perseguitato Armfelt si mise in corrispondenza con la sua amante Magdalena e alcuni amici fidati. Il contenuto delle lettere era molto compromettente per lui e i suoi confidenti. Scrisse anche a Caterina II di Russia per convincerla dell'opportunità di organizzare dimostrazioni militari per provocare un cambiamento del governo a favore dei gustaviani. Questa corrispondenza fu intercettata e nel 1793 il Reggente incaricò alcune spie di sorvegliare Armfelt e di trovare prove del suo complotto. Le prove furono trovate e fu inviato a Napoli un ufficiale col compito di arrestarlo, ma Ferdinando IV negò l'estradizione e aiutò Armfelt a fuggire in Russia dove Caterina II gli concesse asilo a Kaluga sotto l'identità del "farmacista Brandt", cittadino svizzero. Vi restò tre anni e mezzo assieme alla sua famiglia. In Svezia Armfelt fu processato in contumacia e il 22 luglio 1794 fu condannato alla confisca dei beni, alla perdita dei titoli e alla pena di morte come traditore; I suoi confidenti furono condannati a morte, ma per alcuni la condanna fu commutata e Magdalena Rudenschold scontò due anni di carcere oltre all'umiliazione di essere trascinata in catene sulla piazza principale di Stoccolma additata come l'amante di un traditore.
Nel settembre 1797, all'età di 40 anni, Armfelt uscì dal suo esilio a Kaluga e soggiornò in vari luoghi con la sua famiglia, specialmente Berlino e Dresda. La sua amicizia con il Duca di Curlandia Pietro Biron lo portò a soggiornare in vari castelli fra Slesia e Boemia dove ebbe una relazione con la giovane figlia del Duca, principessa Wilhelmine di Sagan, dalla quale ebbe due figlie: Gustava Wilhelmina Charlotta (nata 1798) e Adelaide Gustava Aspasie (nata 1801).

Armfelt. Ritratto dipinto da Josef Grassi nel 1801.

Nel 1796 Gustavo Adolfo aveva raggiunto la maggiore età e col nome di Gustavo IV Adolfo di Svezia aveva assunto le funzioni di regnante. Nel novembre 1799 riabilitò Armfelt e nel settembre 1800 lo autorizzò a tornare in Svezia. Al suo ritorno fu inviato a Vienna come ambasciatore, carica che ricoprì dal 1802 al 1804 quando fu costretto a lasciare l'incarico a causa dei suoi attacchi al governo austriaco del quale non condivideva l'atteggiamento nei confronti di Napoleone verso il quale provava profondo odio. Nel 1805 la Svezia aderisce alla terza coalizione contro Napoleone e Armfelt, dal 1805 al 1807, fu comandante in capo delle forze svedesi nel Granducato svedese di Pomerania che difese fino all'estremo riuscendo a respingere i francesi nelle prime fasi della guerra, ma non riuscendo però ad evitarne la conquista da parte delle armate napoleoniche.
Nel 1808 la Danimarca e la Russia (che in seguito agli accordi di Tilsitt con Napoleone aveva mano libera nelle sue zone di influenza) iniziarono una guerra contro la Svezia. Armfelt fu nominato comandante in capo sulla frontiera norvegese in una sfortunata e disorganizzata guerra nella quale dovette confrontarsi con la superiorità numerica ed il miglior equipaggiamento dei norvegesi e con la ristrettezza delle risorse alimentari. Nonostante qualche successo dovette infine ritirarsi lasciando ai norvegesi una cospicua parte di armamenti e oltre cinquanta prigionieri. Al suo ritorno in Svezia fu destinato al fronte russo, ma essendo appena tornato dalla campagna in Norvegia, non vi andò. La Russia conquistò la Finlandia e nel 1809 lo zar Alessandro I assunse il titolo di Granduca di Finlandia facendone così un Granducato al quale concesse grande autonomia mantenendone le leggi, la religione e i privilegi acquisiti dei finlandesi. La Svezia perdeva, dopo seicento anni, un territorio che costituiva un terzo delle sue risorse.
Nel 1809 Gustavo Adolfo viene deposto e viene eletto re lo zio Carlo di Södermanland che assume il nome di Carlo XIII ma a causa della sua cattiva salute il governo viene esercitato da Jean-Baptiste Jules Bernadotte, maresciallo francese imparentato con Napoleone, che si era guadagnato la fiducia e la stima degli svedesi per aver dimostrato grande lealtà verso i prigionieri della divisione svedese da lui sconfitta nel 1806 in Prussia proteggendoli dalle atrocità dei suoi soldati. Bernadotte verrà proclamato principe ereditario nel 1810. Armfelt, che non approvava questi sviluppi nel governo della Svezia, avrebbe voluto ritirarsi a vita privata in Finlandia, ma, pressato, acconsentì ad assumere incarichi governativi finché i suoi nemici non ottennero il suo esilio. Armfelt prese allora la decisione di passare al servizio della Russia. Giurò fedeltà allo zar Alessandro I nelle mani del rappresentante Russo a Stoccolma e il giorno dopo partì per San Pietroburgo. Per questa scelta di campo fu condannato a morte come traditore. Alla corte di San Pietroburgo Armfelt aveva molta influenza sulle decisioni dello zar Alessandro I al quale espose le sue vedute circa il miglior sistema di governo della Finlandia per la sicurezza della quale auspicava lo stato di pace tra Russia e Svezia. Gli espose anche l'opportunità politica di una unificazione di Svezia e Norvegia. Nel 1811, all'età di 54 anni, si ritirò a vita privata assieme alla moglie nella sua tenuta finlandese ad Halikko, vicino a Turku, ma presto fu richiamato alla corte dello zar dove ebbe una posizione influente nella cerchia vicina ad Alessandro I. Fu nominato conte e generale dell'esercito russo. Verso la fine dell'anno fu istituito il "comitato per gli affari finlandesi" e Armfelt ne fu il primo presidente.
Nel giugno 1812 le armate francesi invadono la Russia. Armfelt partecipa alla guerra contro Napoleone, ma per un breve periodo a causa del peggioramento della sua salute. Per proteggere la frontiera occidentale la Russia cerca un accordo con la Svezia e nel mese di agosto lo zar, accompagnato da Armfelt, incontra Bernadotte a Turku. Ne scaturì un trattato nel quale la Svezia si impegnava alla neutralità nella guerra russo-francese e rinunciava a qualsiasi pretesa sulla Finlandia. Da parte sua la Russia avrebbe assecondato le mire espansionistiche della Svezia sulla Norvegia.
Armfelt, nella sua azione politica fece più di ogni altro perché la Finlandia ottenesse la più ampia autonomia. Il suo più importante successo fu, all'inizio del 1812, l'unificazione della "Vecchia Finlandia" (territorio strappato alla Svezia nel 1743) con la Finlandia recentemente conquistata costituendo un unico Granducato Autonomo. Lo stesso anno la capitale fu spostata da Turku ad Helsinki essendo considerata Turku troppo vicina alla Svezia sia culturalmente che geograficamente. In Finlandia Armfelt riebbe la nomina di Cancelliere della ora Accademia Imperiale di Turku, carica che ricoprirà dal 1812 al 1814. Fu brevemente Governatore generale della Finlandia nel 1813. Morì nella sua residenza estiva a Tsarskoje Selo, vicino a San Pietroburgo il 19 agosto 1814 all'età di 57 anni. È sepolto nella chiesa di Halikko in Finlandia. Fu il primo finlandese ad entrare a far parte dell'Ordine dei Cavalieri di Malta. Dei suoi figli, Alexander Armfelt (1794-1876) fece carriera politica; ricoprì dal 1841 al 1876 la carica di Ministro segretario di stato per la Finlandia rappresentando gli interessi finlandesi alla corte di San Pietroburgo. Gustav Magnus Armfelt (1792-1856) partecipò nel 1812 alla guerra contro l'invasione napoleonica, guadagnò la carica di tenente e divenne ispettore generale delle truppe nazionali finlandesi.
Armfelt è ricordato in Finlandia come uno dei fondatori della nazione.